# Casimir-Louis-Victurnien de Rochechouart de Mortemart
Casimir-Louis-Victurnien de Rochechouart, jedenáctý vévoda z Mortemartu (20. března 1787, Paříž – 1. ledna 1875, Neauphle-le-Vieux) byl francouzský voják, diplomat a politik. V roce 1830 byl krátce premiérem Francie, posledním v restaurační éře.

## Život
On a jeho šlechtická rodina opustili Francii během revoluce v roce 1791. Odešli do Anglie, odkud se Casimir vrátil se svou matkou do Francie roku 1801, za Napoleonovy éry. Stal se Napoleonovým podporovatelem a zúčastnil se tažení do Pruska (1806), Polska (1807), Rakouska (1809) a Ruska (1812). Z Ruska se vrátil s podlomeným zdravím, a nemohl se tak zúčastnit finále napoleonských válek, ale bojoval ještě v roce 1813 u Lipska. Roku 1809 se stal pobočníkem generála Nansoutyho, roku 1812 získal titul barona, v roce 1813 byl jmenován důstojníkem Řádu čestné legie. Byl nicméně jedním z prvních, kdo Napoleona opustil, takže po první restauraci Bourbonů ho Ludvík XVIII. ihned jmenoval pairem. Učinil ho též kapitánem své osobní švýcarské gardy (Cent-Suisses) a 25. srpna 1814 ho jmenoval rytířem Řádu svatého Ludvíka. Během Sta dnů Mortemart doprovodil krále do bezpečí v Béthune a po Napoleonově definitivním pádu byl jmenován generálmajorem pařížské národní gardy, v roce 1822 velkodůstojníkem Čestné legie a v roce 1825 rytířem Ducha svatého. 
V dubnu 1828 byl jmenován velvyslancem v Petrohradu. 24. prosince následujícího roku byl povýšen na generálporučíka a na začátku roku 1830 se vrátil do Francie. Když v červenci 1830 vypukla revoluce, král Karel X. věřil, že ji může zastavit tím, že 29. července udělá ústupek a vytvoří novou vládu vedenou respektovaným Mortemartem. Ale ten musel podat demisi ještě téhož dne, a Mortemartův premiérský mandát je tak nejkratší v historii Francie (ministrem zahraničí, jímž byl jmenován souběžně, vydržel o dva dny déle). Mortemart se pak přihlásil k nové červencové monarchii a vrátil se do horní komory, kde byl až do revoluce v roce 1848. V roce 1833 byl znovu jmenován mimořádným velvyslancem v Petrohradě. V letech 1852 až 1855 byl velitelem 19. vojenské divize v Bourges. Od roku 1852 až 1870 byl voleným poslancem Corps législatif.